# Martyn Ware

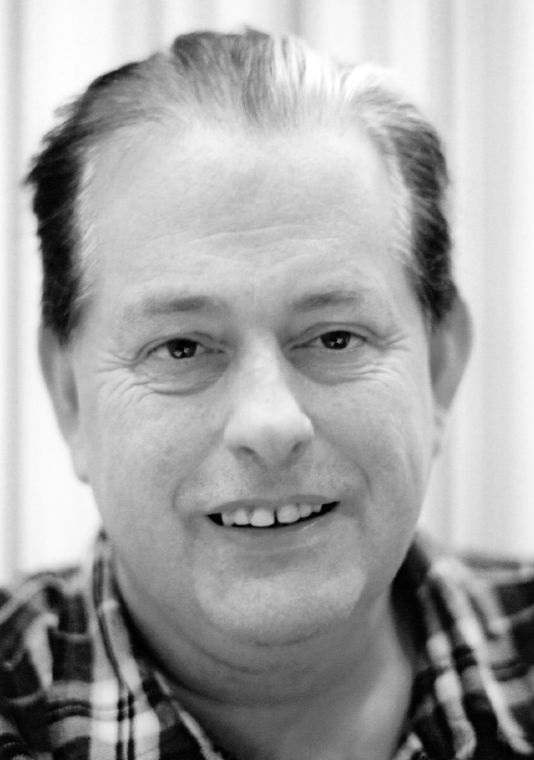
Martyn Ware (2008)

Martyn Ware (* 19. Mai 1956 in Sheffield) ist ein britischer Musiker und Musikproduzent sowie Mitgründer der Formationen The Human League, British Electric Foundation und Heaven 17.

## Leben
Ware besuchte die King Edward VII School in Sheffield und lernte dort Philip Oakey kennen. Ambitionen, nach seinem Abschluss in Oxford ein Studium aufzunehmen, gab er zugunsten einer kaufmännischen Ausbildung in einem Supermarkt auf. Er schloss sich dem Sheffielder Jugendtheaterprojekt Meatwhistle an, zu dem auch Richard H. Kirk, Ian Craig Marsh, Adi Newton und Glenn Gregory gehörten. Das Metwhistle war ein experimentierfreudiges Projekt mit Theateraufführungen und Musikdarbietungen. Aus diesem von der Literatur William S. Burroughs und der Glam-Rock-Musik von Roxy Music beeinflussten Projekt ging zunächst die Performance-Musikgruppe Musical Vomit hervor, der Ware eine Zeit lang angehörte, bevor er mit Newton und Marsh die Band The Future gründete. Zunächst dem Progressive Rock nahestehend, führte im Sommer 1977 die Musik des Albums Trans Europa Express der deutschen Band Kraftwerk bei Ware und Marsh zu dem Wunsch, selbst elektronische Musik zu erzeugen. Nach dem Weggang von Newton und der Aufnahme von Oakey benannte sich die Band in The Human League um. Als Komponist war Ware an Titeln wie Being Boiled, Empire State Human und Chase Runner beteiligt und produzierte die ersten beiden Alben Reproduction und Travelogue mit. Nach dem Bruch mit Oakey 1980 gründeten Ware und Marsh die Produktionsfirma British Electric Foundation und später mit Gregory die Band Heaven 17, an deren erfolgreichster Single Temptation er mitschrieb.
Viele seiner Titel wurden in Film- und Fernsehproduktionen verwendet, unter anderem in Electric Dreams und Trainspotting – Neue Helden. Daneben produzierte er unter anderem für Tina Turner, Terence Trent D’Arby, Marc Almond und Erasure. Zusammen mit Vince Clarke gründete er 2000 die Kollaboration Illustrious Company, die sich mit der Gestaltung und Komposition von immersiven 3D-Soundlandschaften beschäftigt. Diese Firma ist auf raumbezogene Klangkompositionen unter Verwendung einer einzigartigen 3D-AudioScape-Technologie spezialisiert und hat mehrere 3D-Klangerlebnisse in großen städtischen Umgebungen, Galerien, Museen, Flughäfen, Theatern und Opernhäusern geschaffen. 1999 erschien unter dem Künstlernamen The Clarke & Ware Experiment das erste Album Pretentious, 2001 folgte das Album Spectrum Pursuit Vehicle. 2012 wurde eine Gesamtschau der beiden Musiker als Box mit 10 CDs unter dem Titel House of Illustrious herausgebracht.
Ware ist Gastprofessor am Queen Mary College der University of London, von der er zudem einen Ehrendoktortitel hält, sowie Mitglied der British Academy of Film and Television Arts (BAFTA) und der Royal Society of Arts. Er ist verheiratet und hat zwei Kinder.

## Veröffentlichungen
- 2011: Spectrum Pursuit Vehicle (mit Vince Clarke)